# Kandeman (plaats)
Kandeman is een bestuurslaag in het regentschap Batang van de provincie Midden-Java, Indonesië. Kandeman telt 3551 inwoners (volkstelling 2010).